# Kahlbach (Sulzbach)
Der Kahlbach ist ein knapp ein Kilometer langer, orographisch rechter und geografisch westnordwestlicher Zufluss des Sulzbachs im Gebiet der Gemeinde Bad Soden im hessischen Main-Taunus-Kreis.

## Geographie

### Verlauf
Der Kahlbach entspringt auf einer Höhe von etwa 218 m ü. NHN am Königsteiner Taunusfuß in einem kleinen Mischwald südlich des Bad Sodener Stadtteils Altenhain. Die Quelle liegt im dichten Gehölze, dem sich im Westen eine von Streuobstwiesen umgebene Feuchtbrache anschließt. Knapp 900 m südwestlich seiner Quelle entspringt der Schmiehbach und fast 800 m südsüdöstlich der Mailborn. 
Er fließt zunächst in ostsüdöstlicher Richtung etwa 50 m in der Flur Obere Kahlbach  südlich der am Ortsrand des Dorfes Altenhain stehenden Ein- und Zweifamilienhäusern durch dichtes Gehölz. Nach knapp 200 m läuft er dann in einem von Gehölz umgebenen schmalen Grünstreifen. Ungefähr 50 m südlich des Kahlbachs liegt dort in der Flur Kainerheck  der etwa 1,3 ha große Edelkastanienhain Mailborn mit den ältesten Edelkastanien des Main-Taunus-Kreises. Etwas südwestlich des Hains befindet sich der Waldsportplatz des BSC Altenhain. 
Das Bächlein zieht nun zwischen einen Mischwald auf der rechten Seite und Streuobstwiesen auf der linken in einem Feuchtbrachenstreifen durch die Flur Untere Kahlbach, durchfließt dann zwei kleine Fischteiche und bildet dort die Gemarkungsgrenze zwischen Altenhain und Bad Soden. 
Der Bach unterquert nun den Sodener Weg und markiert dann die Gemarkungsgrenze zwischen Bad Soden und Neuenhain, die gleichzeitig auch die Gemeindegrenze zwischen den beiden Kurorten Bad Soden und Königstein, sowie die Kreisgrenze zwischen den Main-Taunus-Kreis und den Hochtaunuskreis ist.
Er betritt dort das Naturschutzgebiet Unteres Altenhainer Tal bei Bad Soden und mündet schließlich auf einer Höhe von ungefähr 184 m ü. NHN etwa einen halben Kilometer südöstlich von Altenhain und knapp einen Kilometer westlich von Bad Soden von rechts in den Sulzbach.
Sein etwa 900 m langer Lauf endet circa 34 Höhenmeter unterhalb seiner Quelle, er hat somit ein mittleres Sohlgefälle von 38 ‰.

### Einzugsgebiet
Das Einzugsgebiet des Kahlbachs liegt im Vortaunus und wird von ihm über den Sulzbach, die Nidda, den Main und den Rhein zur Nordsee entwässert.
Es grenzt
- im Süden an das des Mailborns, der in den Sulzbach mündet
- im Südwesten an das des Liederbachzuflusses Schmiehbach
- im  Westen an das des Liederbachs selbst, der in den Main mündet.
- und im Norden an das des Sulzbachs.

### Flusssystem Nidda
- Fließgewässer im Flusssystem Nidda